# Marathi
El marathi (मराठी Marāṭhī) és una llengua indoària parlada pels marathi del centre i oest de l'Índia. És la llengua oficial de l'estat de Maharashtra. Té uns 90 milions de parlants arreu del món. El marathi és la quarta llengua més parlada de l'Índia
i la quinzena del món. La literatura marathi és una de les més antigues de les llengües indoàries modernes. Data de prop de l'any 1000.
Es calcula que el marathi té una antiguitat de més de 1.300 anys, i és una evolució del sànscrit passant pel pràcrit i l'apabhramsha. La gramàtica i la sintaxi en deriven del pali i el pràcrit. Antigament, el marathi s'anomenava maharashtri, marhatti, mahratti, etc.
Algunes característiques particulars de la cultura marathi inclouen el drama Marathi, amb el sabor únic del Sangeet Natak (drama musical), els discursos crítics anomenats Vasant Vyakhyanmala (Lectures de primavera), la dansa folklòrica marathi anomenada Lavani, i edicions especials de revistes per la festivitat religiosa Diwali, anomenades Diwali anka.

## Distribució geogràfica

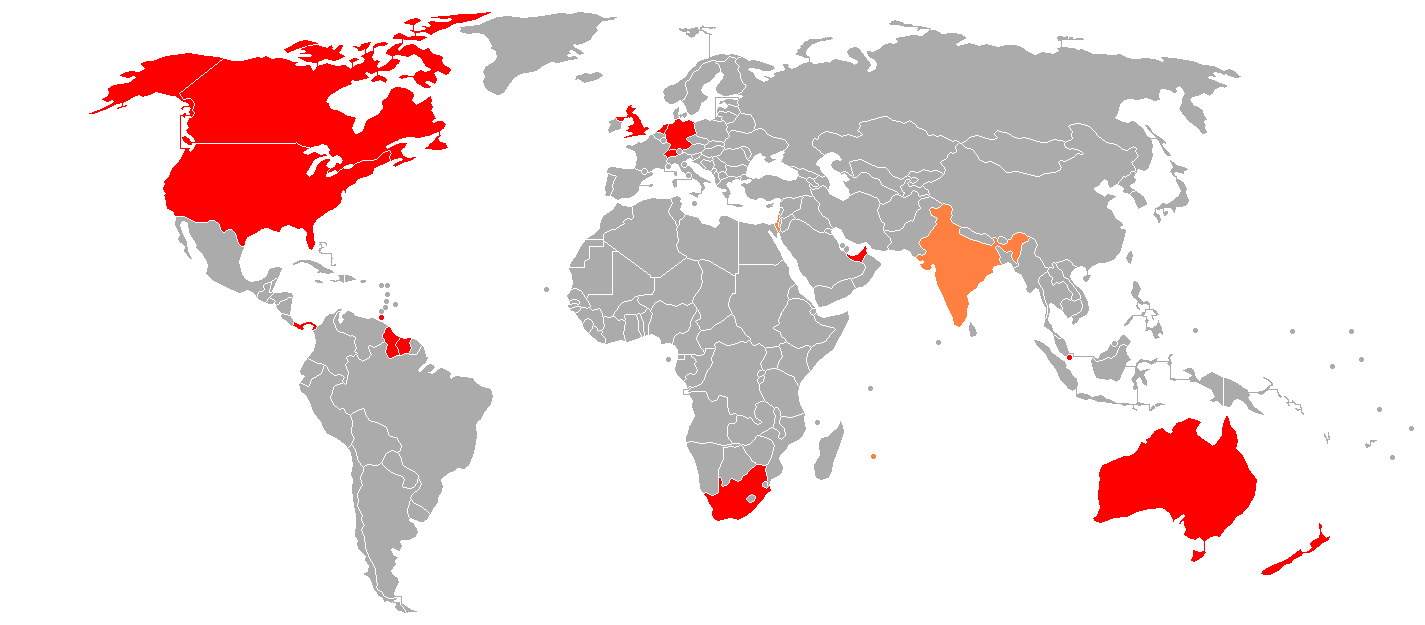
El marathi es parla a l'Índia, les Illes Maurici i Palestina-Israel. També és parlat pels emigrants maharashtrians d'arreu del món, especialment als Estats Units i Europa

Maharashtra, l'estat de l'Índia on viu la majoria de parlants de marathi

El marathi es parla principalment a Maharashtra i en algunes zones dels estats veïns de Gujarat, Madhya Pradesh, Goa, Karnataka, Chhattisgarh i Andhra Pradesh, i als territoris units de Daman i Diu i Dadra i Nagar Haveli. Les ciutats de Baroda, Surat, Ahmedabad i Belgaum (Karnataka), Indore, Gwalior (Madhya Pradesh), Hyderabad (Andhra Pradesh) i Tanjore (Tamil Nadu) tenen comunitats considerables de parlants de marathi. No cal dir que el marathi també és parlat pels emigrants maharashtrians d'arreu del món, als Estats Units, als Emirats Àrabs Units, Sud-àfrica, Singapur, Alemanya, al Regne Unit, Austràlia, al Japó i a Nova Zelanda. Segons l'Ethnologue, el marathi també es parla a Palestina-Israel i a les Illes Maurici.

## Estatus oficial
El marathi és llengua oficial a l'estat de Maharashtra, i llengua cooficial o utilitzada en assumptes oficials a Goa i als territoris units de Daman i Diu i Dadra i Nagar Haveli. La constitució de l'Índia reconeix el marathi com una de les vint-i-dues llengües oficials de l'Índia.
A més de totes les universitats de Maharashtra, la Maharaja Sayajirao University de Baroda (Gujarat),
l'Osmania University (Andhra Pradesh), la Gulbarga university (Karnataka) la Devi Ahilya University d'Indore i la Goa University (Panaji), tenen departaments d'estudis superiors de lingüística marathi. La Jawaharlal Nehru University (Nova Delhi) ha anunciat que té plans per a la creació d'un departament especial de marathi.

## Història
Les llengües derivades del pràcrit, inclòs el maharashtri pràcrit, provenien originàriament del sànscrit vèdic. Alguns canvis posteriors van conduir a les llengües apabhraṃśa com el marathi, que pot ser descrita com una resanscritització, a formes desenvolupades del maharashtri apabhraṃśa. No obstant aquesta apreciació, es creu que actualment el marathi és una llengua que combina l'antic dravídic de la regió, el qual podria haver estat molt similar al kannada i al telugu, i el maharashtri pràcrit i el sànscrit. Les més recents influències del persa, l'àrab o l'urdú han fet també que s'assembli a l'hindi.
El maharashtri pràcrit es va parlar de manera generalitzada fins a l'any 875 i va ser la llengua oficial dels satavahana. Havia assolit un nivell literari elevat, ja que s'hi van escriure documents com el Karpurmanjari i el Saptashati (150 aC). El maharashtri pràcrit va ser la llengua pràcrita més àmpliament parlada a l'oest i al sud de l'Índia, des de Malwa i Rajputana al nord, fins a Krishna i Tungabhadra al sud. Els actuals parlants de marathi i de kannada van parlar maharashtri pràcrit durant segles.
El maharashtri apabhraṃśa va romandre en ús durant diversos segles fins almenys l'any 500. L'apabhraṃśa va ser àmpliament utilitzat pel jainisme en la seva literatura i va suposar una etapa important de l'evolució del marathi. Aquesta forma d'apabhraṃśa va ser resanscrititzada fins a esdevenir marathi.
D'acord amb les formes escrites i els testimonis i les evidències històriques, es diu que el marathi data del segle viii.

### Abans delseglexiii

#### Primeres èpoques
El primer testimoni escrit en marathi és un document trobat a Karnataka que s'ha datat de l'any 700. La forma escrita més antiga que se'n coneix és l'escriptura de Vijayaditya trobada a Satara, datada del 739.
Un altre testimoni antic, que data del 983, és la inscripció sobre pedra que hi ha als peus de l'estàtua de Gomateshwara, a Shravanabelagola, al sud de Karnataka, la primera línia de la qual diu Chavundarajen Karaviyalen (श्रीचावुण्डराजे करवियले, श्रीगंगराजे सुत्ताले करवियले), que vol dir 'Fet per Chavundaraja, el fill de Gangaraja'.
A més, es troba un apariat interessant en el Kuvalayamala, escrit pel monjo jainista Udyotan Suri al segle viii, que fa referència a un basar en què els Maratha parlen didhale (Dile – 'donat'), Gahille (Ghetale - 'agafat'). També es considera molt antiga la traducció del Panchatantra al marathi.
Cap al 983, per tant, el marathi era una de les llengües més parlades pels habitants de la zona entre Khandesh i Karnataka. Sis inscripcions, que daten d'entre l'any 979 i el 1270, situades en llocs tan distants com Mysore, Khandesh i Mumbai, són un indicatiu de la gran extensió en la qual es parlava marathi. La inscripció de Pandharpur del 1273, sobre l'època del rajà Shiromani Ramdev Rao, està escrita en un marathi impecable. En aquella època el marathi era parlat per totes les classes i castes.

### Delseglexiifins a 1905

#### Yadava
La literatura marathi es va iniciar i desenvolupar gràcies a l'alçament de la dinastia dels Yadavas de Deogiri (que van adoptar el marathi com a llengua de la cort i van patrocinar-ne els acadèmics) i dues sectes religioses, els Mahanubhav Panth i els Warkari Panth, que van adoptar el marathi com a mitjà de predicació de les seves doctrines de devoció. El marathi va assolir un lloc important dins de la vida de la cort durant l'època dels reis Yadava. Durant el regnat dels tres últims reis Yadava, va sorgir una gran quantitat de literatura en vers i prosa, sobre astrologia, medicina, Puranas, Vedanta, reis i cortesans. El Nalopakhyan, el Rukmini swayamvar i el Jyotishratnamala de Shripati (1039), en són alguns exemples.
El llibre més antic en marathi escrit en prosa, el Vivekasindhu (विवेकसिंधु), va ser escrit per Mukundaraj, un iogui de la secta Natha Pantha i arxipoeta del marathi. Mukundaraj basa la seva exposició dels principis bàsics de la filosofia hindú i el Marga ioga en les declaracions i ensenyances de Shankaracharya (títol utilitzat comunament pels caps dels mathas). El Paramamrita, obra de Mukundaraj, és considerat el primer intent sistemàtic d'explicar els vedanta en marathi. Un dels famosos sants d'aquest període és el sant Dnyaneshwar (1275–1296), el qual va escriure el Bhavarthadeepika, conegut popularment com a Dnyaneshwari (1290), i Amritanubhava. També va compondre cançons devotes anomenades abhangas. Dnyaneshwar va donar un estatus més elevat al marathi en traduir el Bhagavad Gita del sànscrit al marathi.

#### Secta Mahanubhava
Uns exemples destacables de la prosa marathi són els "Līḷācarītra" (लीळाचरीत्र), esdeveniments i anècdotes de la vida plena de Chakradhar Swami de la secta Mahanubhava, compilats pel seu deixeble més proper, Mahimabhatta, el 1238. La secta Mahanubhava va fer servir el marathi com a vehicle de propagació de la religió i la cultura.

#### Secta Warkari
La secta Mahanubhava va ser seguida per Eknath (1528–1599), sant i poeta warkari. El Bhavarth Ramayana d'Eknath va portar el missatge del culte bhagvat al poble. Mukteswar va traduir el Mahabharata, obra èpica, al marathi. Alguns reformistes socials com el sant i poeta Tukaram van transformar el marathi en una rica llengua literària. Tukaram (1608–1649) fou un reformista radical que va escriure més de 3.000 abhangas. Els escriptors de la secta Mahanubhav van contribuir a la prosa marathi, mentre que els sants poetes de la secta Warkari van compondre poesia. Malgrat això, es considera els membres de la secta Warkari com a pioners i fundadors de la literatura marathi. El jainisme també va enriquir el marathi durant el període bahmànida.

#### Era moderna
Des del 1630, el marathi va recuperar importància amb la forja de l'Imperi maratha, començant amb el regnat de Chhatrapati Shivaji (1627–1680). Els posteriors governants van ampliar l'imperi cap al nord fins a Delhi, cap a l'est fins a Orissa, i cap al sud fins a Thanjavur, a Tamil Nadu. Aquestes incursions dels marathas van contribuir a difondre el marathi en altres regions. En aquest període també es va utilitzar el marathi en transaccions de terres i altres negocis. Per tant, els documents d'aquest període donen una imatge més acurada de la vida de les persones que parlaven marathi, que no pas els documents en persa, utilitzats prèviament, que només comprenia l'elit dels governants islàmics. Alhora, el sant Tukaram va fer importants contribucions a la literatura poètica en marathi amb el Warkari Pantha. Malgrat això cap a finals del segle xviii, la influència de l'Imperi maratha sobre gran part del país estava en declivi.

#### Seglexviii
Durant el segle xviii es van escriure diversos textos de renom com el Yatharthadeepika de Vaman Pandit, el Naladamayanti Swayamvara de Raghunath Pandit, el Pandava Pratap, el Harivijay, el Ramvijay de Shridhar Pandit i el Mahabharata de Moropanta. Krishnadayarnava i Sridhar van ser els principals poetes del període Peshwa. Noves formes literàries es van produir amb èxit durant aquest període i els estils clàssics es van recuperar, especialment el mahakavya i el prabandha.

### Des del 1800 fins alseglexx
El període colonial britànic (també conegut com a període modern) va ser l'època en què es va produir l'estandardització del marathi per mitjà dels esforços del missioner cristià William Carey. Els missioners cristians van tenir un paper important en la creació de gramàtiques i diccionaris científics.
Els darrers anys del segle xix a Maharashtra van ser un període de modernitat colonial. Com els períodes corresponents en altres llengües de l'Índia, aquest va ser un període dominat pels intel·lectuals d'educació anglesa. Va ser l'edat de la prosa i la raó, i un període d'activisme reformista i de gran activitat intel·lectual.
La primera traducció d'un llibre anglès al marathi es va fer l'any 1817 i el primer diari va sortir el 1835. Els diaris van proporcionar una plataforma per compartir els punts de vista literaris. Es van escriure molts llibres sobre reformes socials. La llengua marathi va florir a mesura que el drama marathi guanyava popularitat. Els musicals, coneguts amb el nom de Sangit Natak, també van evolucionar. Keshavasut, considerat el pare de la poesia marathi moderna, va publicar el seu primer poema el 1885. El primer periòdic, el Dirghadarshan, es va crear el 1840, mentre que el primer diari en marathi, el Durpan, va ser creat per Balshastri Jambhekar el 1832.

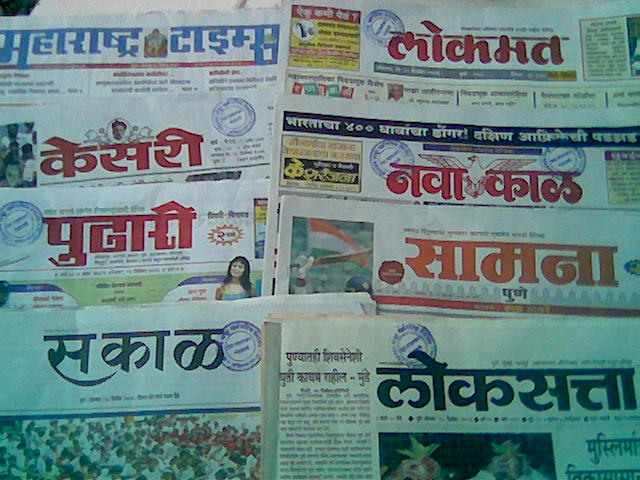
Alguns diaris populars en marathi

La primera meitat del segle xx es va caracteritzar per un nou entusiasme en activitats literàries. L'activisme sociopolític va ajudar a aconseguir les principals fites de la literatura marathi, el drama, la música i el cinema. La prosa moderna marathi va florir en noves formes literàries com els assaigs, les biografies, les novel·les, prosa, drama, etc. Són particularment destacables el Nibandhmala de Chiplunkar (assaigs), els escrits biogràfics de N. C. Kelkar, les novel·les de Hari Narayan Apte, Narayan Sitaram Phadke i V. S. Khandekar, i les obres teatrals de Mama Varerkar i Kirloskar. La Yayati de Khandekar, la qual li va fer obtenir el premi Jnanpith, és una novel·la molt notable. Les obres teatrals en marathi de Vijay Tendulkar l'han fet guanyar-se una reputació més enllà de Maharashtra.
Posteriorment a la independència de l'Índia, el marathi va rebre el reconeixement d'una de les llengües nacionals.
Vers l'1 de maig de 1960, Maharashtra va reorganitzar les seves línies lingüístiques afegint Vidarbha i la regió de Marathwada al seu territori, juntament amb les seves comunitats de parla marathi. Amb la protecció cultural i de l'estat, el marathi va fer grans progressos a la dècada de 1990.
Cada any se celebra un esdeveniment literari anomenat Akhil Bharatiya Marathi Sahitya Sammelan (en català, 'Trobada Literària Marathi de l'Índia'). També se celebra anualment l'Akhil Bharatiya Marathi Natya Sammelan (en català, 'Trobada de Teatre Marathi de l'Índia'). Ambos esdeveniments són molt populars entre els habitants de Maharashtra.

## Dialectes
El marathi estàndard està basat en dialectes utilitzats pels acadèmics i els mitjans impresos, i està influenciat per l'elit educada de la regió de Poona. El Maharashtra Sahitya Parishad (MSP) és l'organisme rector que coordina les institucions literàries del marathi. De tant en tant, el MSP ajuda a dur a terme discursos sobre diversos aspectes del marathi i en l'establiment de precedents, elaborant normes quan cal.
Els estudiosos indis distingeixen 42 dialectes del marathi. Els dialectes que fan frontera amb àrees d'altres llengües tenen moltes característiques en comú amb elles, a més de diferenciar-los del marathi estàndard. La major part de les diferències entre aquests dialectes són principalment lèxiques i fonològiques (per exemple, la col·locació de l'accent i la pronunciació). Malgrat que la quantitat de dialectes és considerable, el grau d'intel·ligibilitat entre si és relativament alt. Històricament, les divisions dialectals principals han estat l'ahirani, el khandeshi, el varhadi, el vadval, el samvedi i l'are marathi.

### Ahirani
L'ahirani es parla a l'oest de Khandesh, al nord de la regió de Maharashtra, a les zones de l'oest i sud de Jalgaon (Chalisgaon, Bhadgaon, Pachora, Erandol, Dharangaon, Parola, Amalner talukas), Nandurbar (Shahada, Taloda, Navapur), Dhule i l'est de Nasik (Baglan, Malegaon i Kalwan talukas). A més es divideix en subdialectes, com el chalisgaon, el malegaon i el dhule. Amalner és considerada la capital cultural de Khandesh, i ha estat testimoni de l'Akhil Bhartiya Marathi Sahitya Sammelan.
L'ahirani ha creat les seves pròpies paraules, adaptant i flexionant mots de l'hindi i el gujarati, les quals no es troben en aquestes llengües. L'ahirani és una forma col·loquial i utilitza l'alfabet modi per a l'escriptura.
Els doctors D. G. Borase, Ramesh Suryawanshi i Vijaya Chitnis han analitzat l'ahirani des d'un punt de vista lingüístic. L'Ahirani Bhasha Vadnyanic Ahyas, el Mhani Kosha i l'Ahirani Shabdkosha (primer diccionari d'ahirani publicat el 1997), i el Khandeshatil Krushak jivan Sachitra Kosha (diccionari il·lustrat publicat el 2000) del Dr. Ramesh Suryawanshi, són llibres bàsics de la variant ahirani. Les consideracions del Dr. Ramesh Sitaram Suryawanshi sobre l'ahirani i el kandeshi s'expliquen en detall en el seu estudi lingüístic de l'ahirani. Els seus treballs publicats sobre l'estudi lingüístic de l'ahirani són: l'Ahirani Bhasha Vaidnynik Abhyasa, que explica la formació gramatical de les paraules i la formació de frases de l'ahirani, l'Ahirani- shabdkosh, el primer diccionari del dialecte ahirani, que conté prop de deu mil paraules ordenades lexicogràficament, i l'Aharani Mhani Ani Wakprachar (en català, 'refranys i proverbis del dialecte ahirani'), que conté mil refranys i quatre mil proverbis amb il·lustracions del seu significat. Tots aquests llibres van ser publicats per Akshaya Prakashan, a Poona el 1997. El seu quart llibre és el Khandeshatil Krishak Jivan Sachitra Kosha, que és un diccionari il·lustrat de les paraules utilitzades pels grangers de Khandesh. És un llibre amb imatges de les eines utilitzades pels grangers. Totes les eines i les seves parts estan etiquetades amb noms locals en dialecte ahirani. El va publicar la Maharashtra State Governments Sahitya Ani Sanskriti Mandal, a Mumbai, l'any 2000.
L'ahirani o khandesi és parlat a Khandesh. Khandesh és l'antic nom de l'àrea que actualment comprèn els districtes de Jalgaon, Dhulia,Nandurbar i part de Nasik i Aurangabad. Originàriament l'ahirani era parlat pels ahiras, que eren pastors. Habitaven les terres cobertes d'herba de Khandesh amb les seves vaques, ovelles i cabres. Khandesh era un antic districte de la presidència de Bombai envoltat per la serralada de Satpura, Ajanta, la serralada de Chandwad, i el riu Waghur. Aquesta gran conca plana era una terra coberta d'herba, apropiada per al bestiar. És la conca dels rius Tapi i Narbada. Quan els ahiras van arribar a Khandesh amb els seus ramats, s'hi establiren. Eren molt nombrosos i a poc a poc van anar desenvolupant altres professions. La gent que els envoltava va tractar d'imitar el seu dialecte quan els parlava. Les castes Lewa, Wani, Bhill i Pardeshi tenien el seu propi dialecte, però van començar a parlar un ahirani mixt (un ahirani afectat pel seu propi dialecte). Aquest procés tingué lloc al territori de Khandesh. Les persones que parlaven el dialecte a Khandesh eren conegudes pels altres amb el nom de khandeshi. A Khandesh el dialecte parlat pels ahiras era conegut com a ahirani. Ahirani és un nom del dialecte basat en la casta, mentre que khandesi és un nom basat en la regió. El kandesi és un concepte ampli que engloba l'ahirani. Socialment el kandesi està classificat en ahirani, bhilli, pardeshi i lewa. Chalisgaon, a Dhule, és l'epicentre de l'ahirani. El chandwadi és parlat als voltants de les muntanyes Chandwad, el nandubari és parlat a Nandurbar, el jamnerior tawadi és parlat al tehsil de Jamner, el taptangi és parlat a la riba del riu Tapti, i el dongarangi és parlat a les ribes dels boscos dels turons d'Ajanta. Tots aquests són noms de subdialectes del kandesi centrats en la regió. Ahirani, gujari, bhilau, maharau, lewa i purbhi són noms de dialectes del kandesi basats en la casta. Alguns diuen que la poeta Bhanabai no és ahirani sinó lewa, però el lewa i l'ahirani estan englobats pel kandesi; per tant, khandesi és un terme o concepte que combina totes les controvèrsies. És un concepte ampli basat en la regió.

### Khandesi
Khandesh era un antic districte de la presidència de Bombai. Posteriorment es va dividir en Khandesh Oriental i Occidental. El Khandesh Oriental es coneix actualment com a districte de Jalgaon i el Khandesh Occidental és conegut com a districte de Dhule. L'ahirani era la llengua dels ahiras que vivien a Khandesh.
El khandesi té dialectes socials i territorials: taptayngi, varlyangi, khallyangi, baglani, nandurbari, ghatoi, dhakani i jamneri són dialectes territorials del khandesi. Ahirani, bhilli, rajputi, pardeshi, ladsikkiwani, tavadi, levapatidari i gujari són dialectes socials del kandesi.
La llengua khandesi té 6 sons vocàlics i 34 sons consonàntics. De les 34 consonants, 14 es pronuncien. Hi ha tres gèneres i vuit casos, i els verbs són alhora transitius i intransitius, i es formen d'acord amb el temps, persona, gènere i nombre.

### Varhadi
El varhadi, varhādi o vaidarbhi és parlat a la regió de Vidarbha de l'estat de Maharashtra.
En marathi, la lateral aproximant retroflexa sonora ḷ (ɭ) és comuna, mentre que en el dialecte varhadii, correspon a l'aproximant palatal sonora y (j), fent aquest dialecte molt diferent. Aquests canvis fonètics són comuns en el marathi parlat i, per tant, els dialectes parlats varien d'una regió de Maharashtra a una altra.

### Konkani
Konkani fa referència al conjunt de dialectes del marathi parlat a la divisió de Konkan. Sovint s'inclou erròniament dins seu la llengua konkani, la qual és una llengua independent. Grierson s'ha referit a aquest dialecte com el Konkan Standard of Marathi per diferenciar-lo de la llengua konkani. Els subdialectes del konkani combinen gradualment del marathi estàndard a la llengua konkani del nord al sud de Konkan. Els diversos subdialectes són: parabhi, koli, kiristanv, kunbi, agari, dhangari, thakri, karadhi, sangameshwari, bankoti i maoli.

### Vadval
Va ser parlat principalment pels vadvals, que són bàsicament propietaris de parcel·les agrícoles, de la regió de Vasai a Dahanu. Els somavamshi kshatriyas parlen aquest dialecte. Aquesta llengua és conservada sobretot pels catòlics nadius de la regió, ja que són una comunitat molt unida i tenen molt pocs parents fora de la regió. També va ser molt parlada entre els nadius hindús de la regió, però a causa d'influències externes, actualment el marathi comú és més popular entre els hindús. Hi ha moltes cançons compostes en aquesta llengua. Recentment, Nutan Patil va publicar un llibre que recollia al voltant de 70 cançons. Aquestes cançons tracten de noces, pachvi, etc. El dialecte dels kolis (pescadors) de Vasai i veïns de Mumbai s'assembla molt a aquest dialecte, malgrat que fan servir un accent més fort. Hi ha una vila a Vasai anomenada Chulna, la qual era predominantment catòlica (en l'actualitat cosmopolita). La característica que crida més l'atenció d'aquest dialecte, en contrast amb el vadval, és la preferència per pronunciar més breument 'l' i 'n' ('ल' i 'न'), en lloc d'una pronunciació més llarga 'l' i 'n' ('ळ' i 'ण'), que es manté fins i tot en l'actual generació d'oradors, fins i tot per conversar en marathi estàndard.

### Samvedi
El samvedi és parlat a l'interior de les regions de Nala Sopara i Virar, al nord de Mumbai en el districte de Thana de Maharashtra. El nom d'aquesta llengua suggereix correctament que el seu origen està lligat als bramans Samvedi nadius de la regió. Aquesta llengua també té oradors entre els catòlics conversos de la regió (els quals són coneguts amb el nom d'indis orientals), però no obstant això és popular entre els bramans Samvedi. Aquest dialecte és molt diferent dels altres dialectes del marathi parlats en altres regions de Maharashtra, però s'assembla força al vadval. Tant el vadval com el samvedi tenen una relativament gran proporció de paraules importades del portuguès en comparació al marathi estàndard, a causa de la influència directa dels portuguesos que van colonitzar aquesta regió fins al 1739.

### Are marathi
L'are marathi, escrit en alfabet devanagari com a अरे मराठी, és un altre dialecte parlat principalment a Andhra Pradesh.

### Thanjavur marathi i namdev marathi
El thanjavur marathi, el namdev marathi i els bhavsar marathi són parlats per molts habitants del sud de l'Índia. Aquest dialecte va evolucionar a partir de l'època d'ocupació dels marathas de Thanjavur al sud de Tamil Nadu. Té parlants en algunes parts de Tamil Nadu, Andhra Pradesh i Karnataka.

### Altres dialectes
- Thakri (parlat per la comunitat adivasi del districte de Raigad de Maharashtra)
- Dangii (parlat prop de la frontera entre Maharashtra i Gujarat)
- Judæo-Marathi (parlat pels jueus Bene Israel)
- Kadodii (parlat prop de Vasai)

Altres dialectes del marathi són: el varli del districte de Thana, el dakshini (Marathwada), el deshi (l'est de Konkan), el deccan, el nagpuri, el ikrani i el gowlan.

### Altres llengües amb considerable influència del marathi
- El dakhini i l'urdú hyderabadi parlats a Hyderabad i algunes parts de Dècan, tenen un influència considerable del marathi. La gramàtica de l'urdú hyderabadi està adaptada del marathi. De fet, també es diu que és una llengua criolla entre el marathi i l'urdú amb algunes paraules del telugu.

## Sons
L'inventari de fonemes del marathi és semblant al de moltes altres llengües indoàries, en especialment al del konkani.
A continuació es mostra una taula de l'alfabet fonètic internacional de tots els sons consonàntics.
|             | Bilabials | Dentals | Alveolars | Retroflexes | Palatals | Velars | Glotals |
| ----------- | --------- | ------- | --------- | ----------- | -------- | ------ | ------- |
| Sordes      | p pʰ      | t̪ t̪ʰ    |           | ʈ ʈʰ        | cɕ cɕʰ   | k kʰ   |         |
| Sonores     | b bʱ      | d̪ d̪ʱ    |           | ɖ ɖʱ        | ɟʑ ɟʑʱ   | ɡ ɡʱ   |         |
| Fricatives  |           |         | s         |             | ɕ        |        | h       |
| Nasals      | m mʱ      | n̪ n̪ʱ    |           | ɳ ɳʱ        | ɲ        | ŋ      |         |
| Aproximants | ʋ ʋʱ      |         | l ɾ lʱ ɾʱ | ɭ ɽ         | j        |        |         |

Tot seguit, es mostra una taula de l'alfabet fonètic internacional de tots els sons vocàlics.
|         | Anterior | Central | Posterior |
| ------- | -------- | ------- | --------- |
| Tancada | i        |         | u         |
| Mitjana | e        | ə       | o         |
| Oberta  |          | a       |           |

### Vocals
Com altres abugides, el devanagari escriu les síl·labes afegint vocals diacrítiques a les bases consonàntiques.
Hi ha dues vocals més per indicar la pronunciació de paraules angleses com l'a de act (en català, acte) i la a de all (en català, tot), que s'escriuen com अँ i आँ. Les seves representacions en l'AFI són /æ/ i /ɔ/, respectivament.
La manca de vocal diacrítica pot indicar tant l'absència de vocal com l'existència de la vocal inherent o per defecte, que en el cas del marathi és la schwa.

## Escriptura

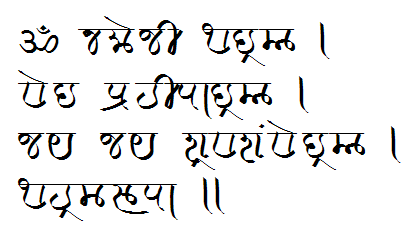
L'alfabet modi es va fer servir per escriure en marathi

El marathi escrit va aparèixer per primer cop durant el segle xi en forma d'inscripcions sobre pedra i paper de coure. Del segle xiii fins a mitjans del segle xx, es va escriure amb l'alfabet modi. A partir de 1950 s'ha estat escrivint amb l'alfabet devanagari.

### Alfabet devanagari
El marathi s'escriu amb l'alfabet devanagari, un abugida que consisteix en 16 vocals i 36 consonants que fan un totals de 52 lletres. S'escriu d'esquerra a dreta. El devanagari utilitzat per escriure en marathi és lleugerament diferent del de l'hindi o altres llengües. L'alfabet devanagari del marathi s'anomena alfabet balbodh (बाळबोध).

### Alfabet modi
El marathi s'escrivia en alfabet modi, una escriptura en cursiva dissenyada per minimitzar el temps que s'aixeca la ploma del paper mentre s'escriu. La majora dels escrits de l'Imperi maratha estan en l'alfabet modi. No obstant això, també es va fer servir l'alfabet persa per a la documentació de la cort. Amb l'arribada de la impressió a gran escala, l'alfabet modi va caure en desús, ja que era molt difícil realitzar-ne la composició tipogràfica. Actualment, per la disponibilitat de tipus de lletra modi i l'entusiasme dels joves oradors, l'alfabet està lluny de desaparèixer.

## Grups consonàntics
En marathi, les consonants per defecte van acompanyades de la schwa. Per tant, तयाचे seria 'təyāce', en lloc de 'tyāce'. Per formar 'tyāce', s'ha d'afegir त् + याचे, que dona lloc a त्याचे.
Quan dues o més consonants consecutives són seguides per una vocal, aleshores es forma un jodakshar (grup consonàntic).
Tot seguit es mostren alguns exemples de grups consonàntics:
- त्याचे - tyāce – (seu - d'ell)
- प्रस्ताव - prastāv – (proposta)
- विद्या - vidyā – (coneixement)
- म्यान - myān – (beina - d'espasa)
- त्वरा - tvarā – (immediat/ràpid)
- महत्त्व - mahattva – (importància)
- फक्त - phakt – (només)
- बाहुल्या - bāhulyā – (nines)

El marathi té alguns grups consonàntics que són rars de veure en les llengües del món, incloses les anomenades "nasals aspirades" (ṇh, nh, i mh) i aproximants aspirades (rh, ṟh, lh, i vh).
A continuació se'n mostren alguns exemples:
- कण्हेरी - kaṇherī – (un arbust conegut per les seves flors)
- न्हाणे - nhāṇ – (bany)
- म्हणून - mhaṇūn – (perquè)
- तऱ्हा - taṟhā – (manera de comportar-se)
- कोल्हा - kolhā – (guineu)
- केंव्हा - keṃvhā – (quan)

## Gramàtica
La gramàtica marathi comparteix similituds amb altres llengües indoàries modernes com l'hindi, el gujarati, el panjabi, etc. El primer llibre modern exclusivament sobre gramàtica marathi va ser imprès el 1805 per William Kerry. La gramàtica del sànscrit solia ser més referenciada fins a les últimes etapes del marathi.
Les normes gramaticals contemporànies descrites pel Maharashtra Sahitya Parishad i aprovades pel govern de Maharashtra suposadament tenen prioritat en el marathi estàndard escrit. Les tradicions de la lingüística marathi i les normes esmentades donen un estatus especial a les paraules Tatsam (sense canvi) adaptades del sànscrit. Aquest estatus especial espera que les normes per les paraules Tatsam se segueixin com es fa amb la gramàtica del sànscrit. Si bé això dona suport al marathi amb un gran tresor de paraules del sànscrit per a fer front a la demanda de noves paraules tècniques quan cal, alhora manté una influència sobre el marathi.
Un característica inusual que té el marathi, en comparació amb altres llengües indoeuropees, és que presenta la inclusivitat, comuna en les llengües austronèsies, les llengües dravídiques, el rajasthaní i el gujarati.
A diferència d'altres llengües relacionades, el marathi conserva els tres gèneres gramaticals (Linga) del sànscrit, masculí, femení i neutre. El marathi conté tres veus gramaticals (Prayog), és a dir, el Kartari, el Karmani i el Bhave. Una anàlisi detallada dels aspectes gramaticals del marathi està continguda en la gramàtica del marathi.

## Organitzacions marathi
Existeixen moltes organitzacions governamentals o semigovernamentals, les quals treballen en la regulació, promoció i enriquiment de la llengua marathi. Aquestes són tant iniciades com finançades pel govern de Maharashtra. Tot seguit es dona una llista d'algunes organitzacions preeminents del marathi:
- Rajya Marathi Vikas Sanstha. Arxivat 2010-02-10 a Wayback Machine. (en anglès)
- Akhil Bharatiya Marathi Sahitya Mahamandal (Confederació Central de les organitzacions marathi).
- Mumbai Marathi Sahitya Sangh (en anglès).
- Maharashtra Sahitya Parishad, Poona (en anglès).
- Marathi Vishwakosh (encyclopedia) project (anglès)
- Vidarbha Sahitya Sangh, Nagpur Arxivat 2010-06-08 a Wayback Machine. (en anglès)
- Marathwada Sahitya Parishad, Aurangabad.

### Organitzacions fora de l'estat de Maharashtra
- Gomantak Marathi academy Arxivat 2007-03-16 a Wayback Machine. (en anglès)
- Madhya Pradesh Sahitya Parishad, Arxivat 2022-02-19 a Wayback Machine. Jabalpur.
- Andhra Pradesh Sahitya Paraishad, Hyderabad.
- Marathi Sahitya Parishad, Karnataka.

## Vocabulari

### Intercanvi de recursos lingüístics amb altres llengües

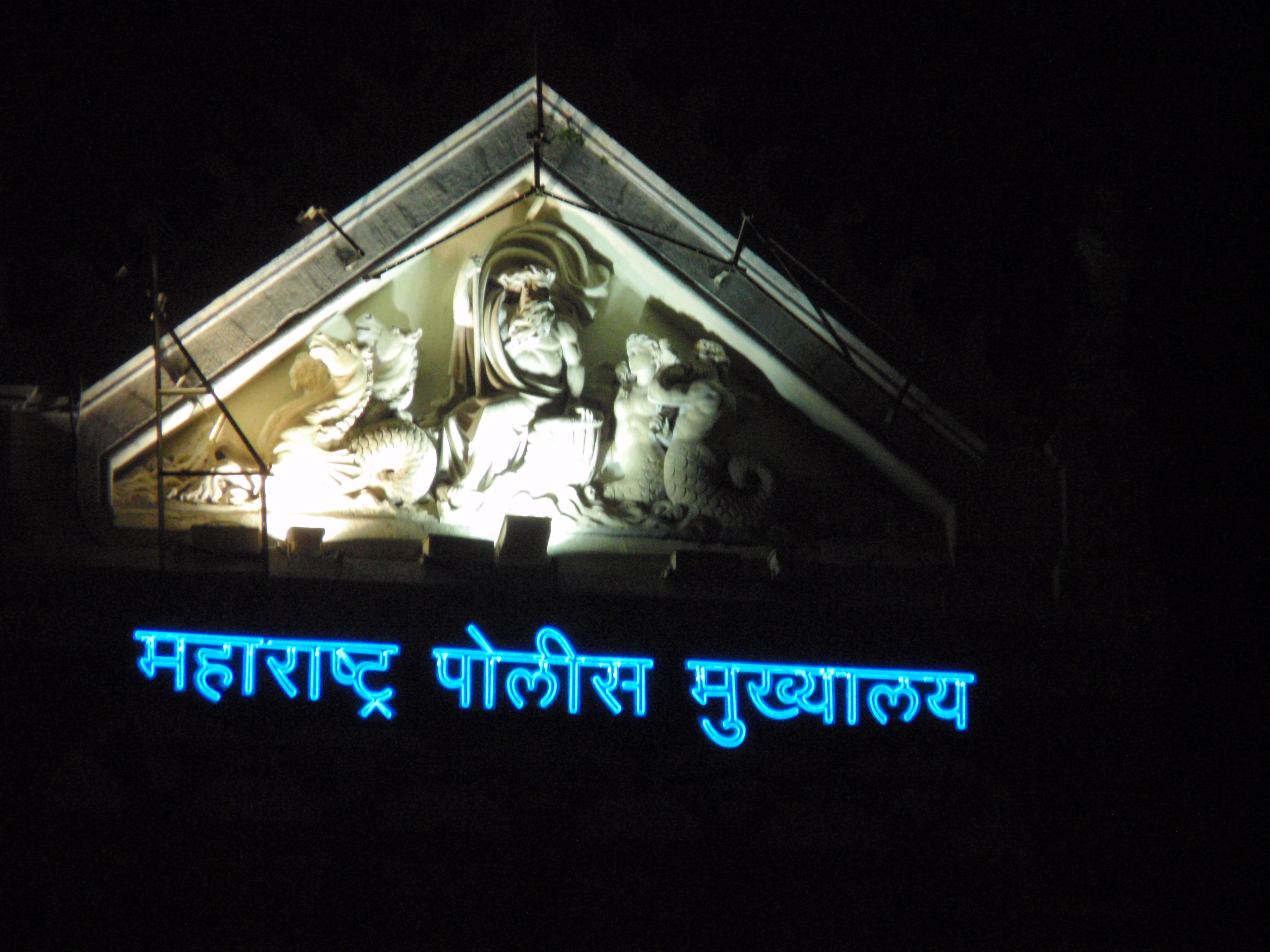
Rètol de neó en marathi als quarters generals de la Policia de Maharashtra a Mumbai

En un període de molts segles, la llengua marathi i les persones que la parlaven van entrar en contacte amb moltes altres llengües i dialectes. És comprensible que la influència principal provingui del pràcrit, el maharashtri, l'apbhramsha i el sànscrit.
Dia a dia el marathi inclou en el seu si un gran nombre de paraules, derivades del sànscrit (tatsam), de llengües germanes com l'hindi. Algunes paraules del sànscrit que són comunes en el marathi parlat del dia a dia, inclouen nantar (després), purṇa (complert, ple, o mesura plena de quelcom ), anna (menjar), karaṇ (causa), kadāchit (potser), satat (sempre), abhyās (estudi), vichitra (estrany), prayatna (esforçt), bhiti (por) i vishesh (especial), entre d'altres.
El marathi també ha compartit normes, vocabulari i gramàtica amb altres llengües com les llengües dravídiques de l'Índia, i algunes llengües estrangeres com el persa, l'àrab, l'anglès i, en menor mesura, el portuguès.
Tot i que alguns estudis recents del genoma humà suggereixen l'existència de relacions polítiques i comercials entre el subcontinent Indi, l'est d'Àfrica, l'Orient Pròxim i el centre d'Àsia durant més d'un mil·lenni, aquest estudis encara no són concloents sobre els efectes que han tingut aquestes relacions sobre la llengua.

### Influència de llengües estrangeres
L'ús dels signes de puntuació va ser una de les contribucions més importants feta per les llengües estrangeres a l'escriptura índia. Prèviament, per la poesia d'estil sànscrit, els requeriments de puntuació de molts textos podien haver estat menors.

### Formació i origen de paraules
El marathi ha obtingut i donat paraules al sànscrit, kanara, hindi, urdú, àrab, persa, i portuguès. Com a mínim el 50% de les paraules en marathi són adoptades o derivades del sànscrit.
- Adakitta (trencanous), directament importada del kanara.
- Begeen (aviat), directament importada del konkani.
- Ketli (tetera), directament importada de l'anglès.
- Estek (finca), corrompuda de l'anglès.
- Khurchii (cadira), derivada de l'àrab.
- Jaahiraat (advertència), derivada del persa.
- Shiphaaras (recomanació), derivada del persa.
- Marjii (desig), derivada del persa.
- Batataa (patata), derivada del portuguès.
- Ananas (piña), derivada del portuguès.
- Niga (tenir cura), derivada del persa.

Comunament es fa servir en les converses un gran nombre de paraules angleses, que es consideren totalment assimilades al vocabulari marathi. Pen (en català, ploma d'escriure; en marathi estàndard lekhaṇii) i shirt (en català, camisa; en marathi estàndard sadaraa), en són alguns exemples.

### Formació de paraules complexes
El marathi fa servir molts processos morfològics per unir paraules, donant lloc a paraules complexes. Aquests processos se’ls coneix tradicionalment amb el nom de sandhi (del sànscrit, combinació). Per exemple, ati + uttam dona lloc a la paraula atyuttam.
Un altre mètode de combinar paraules és anomenat samaas (del sànscrit, marge). No hi ha regles segures a seguir per construir samaas. Quan la segona paraula comença amb una consonant no es pot formar amb sandhi, però sí amb samaas. Per exemple, miith-bhaakar (pa salat), udyog-patii (home o dona de negocis), ashṭa-bhujaa (vuit mans, nom d'una dea hindú), i d'altres. Hi ha diversos noms donats a cada tipus de samaas.

### Nombres
Com succeeix en moltes altres llengües, el marathi utilitza diferents noms per als nombres de l'1 al 20 i cada múltiple de 10, i d'altres compostos per als més grans de 20.
De manera anàloga a altres llengües de l'Índia, hi ha diferents noms per a les fraccions 1⁄4, 1⁄2, i 3⁄4. Són paava, ardhaa i pauṇa, respectivament. Per a la majoria de fraccions més grans d'1, es fan servir els prefixos savvaa-, saaḍe- i paavaṇe-. Existeixen noms especials per a 3⁄2 (diiḍ) i 5⁄2 (aḍich).
Les potències de 10 són les següents:
- 100: shambhar (també construït amb prefix numèric i el sufix -she)
- 1,000: hazaar (o sahasra, una paraula semblant a la del sànscrit)
- 100,000: laakh (o laksha)
- 10,000,000: koti
- 1,000,000,000: abja
- 10,000,000,000: kharva
- 100,000,000,000: nikharva
- 100,000,000,000,000,000: parardha

Un nombre positiu es llegeix desmembrant-lo en desenes d'esquerra a dreta, en parts que contenen dos dígits, amb l'única excepció de les centenes, que només contenen un dígit. Per exemple 1,234,567 es llegeix 12 laakh 34 hazaar 5 she 67. Cada nombre de dos dígits més gran que 18 (de l'11 al 18 estan predefinits) es llegeix de dreta a esquerra. Per exemple, 21 (एक-वीस) es llegeix 1-vint. A més, un nombre de dos dígits que finalitza en 9 es considera que és la següent desena menys un. Per exemple, 29 (एकुणतीस) es llegeix trenta menys un. Els nombres de dos dígits utilitzats abans de hazaar, etc., s'escriuen també de la mateixa forma.

## Exemple de frases curtes
| Paraules/frases | Transliteració             | Significat                         |
| --------------- | -------------------------- | ---------------------------------- |
| नमस्कार           | Namaskār                   | Hola                               |
| तुम्ही कसे आहात?     | Tumhī kase āhāt?           | Benvingut                          |
| तू कसा आहेस?       | Tū kasā āhes?              | Com estàs? (a un home)             |
| तू कशी आहेस?       | Tū kaśī āhes?              | Com estàs? (a una dona)            |
| आपण कसे आहात?     | Āpaṇ kase āhāt?            | Com estàs? (formal)                |
| तुम्हाला भेटून आनंद झाला | Tumhālā bheṭūn ānand jhālā | És un plaer trobar-te              |
| पुन्हा भेटू          | Punhā bheṭū.               | Adeu (Lit.: "Ens trobarem de nou") |
| धन्यवाद           | Dhanyavād                  | Gràcies                            |
| हो               | Ho                         | Sí                                 |
| नाही              | Nāhī                       | No                                 |
| नको              | Nako                       | No, gràcies                        |
| किती?             | Kitī?                      | Quant?                             |
| कुठे?             | Kuthe?                     | On?                                |
| कसे?             | Kase?                      | Com?                               |
| केव्हा?            | Kevha?                     | Quan?                              |
| कोण?             | Kon?                       | Qui?                               |
| काय?             | Kaay?                      | Què?                               |
| शुभ रात्री          | Śhubh Ratri                | Bona nit                           |

## El marathi en els ordinadors i internet
En un principi, el marathi va rebre un feble suport pel que fa als sistemes operatius dels ordinadors i als serveis d'internet, de la mateixa manera que va succeir amb altres llengües de l'Índia. No obstant això, recentment, amb la introducció de projectes de localització de llengües i de noves tecnologies, s'han introduït aplicacions d'internet i programari. Abans de la introducció de l'estàndard Unicode de l'alfabet devanagari, es van fer servir els tipus de lletra Shrilipi, Shivaji i Kiran.
Avui en dia, hi ha programari de mecanografia en marathi i estan disponibles paquets d'interfície de pantalla en els sistemes operatius Windows, Linux i Mac OS. Molts llocs webs en marathi i preeminents diaris en marathi han esdevingut especialment populars entre els maharshtrians de fora de l'Índia. A més, els projectes d'internet com la Wikipedia en marathi, amb més de 25.000 articles, i els blocs en marathi, han guanyat una immensa popularitat.

## Disc d'or de les Voyager
El disc d'or de les Voyager duu les salutacions de la Terra a l'Univers en cinquanta-cinc idiomes diferents, incloent-hi el marathi. El missatge en marathi diu Namaskar! Hya prithvitil lok tumhala tyanche shubhavichar pathavitat, ani tyanchi iccha ahe ki tumhi hya janmi dhanya vha.